# Veronica Taylor
Veronica Taylor (nacida como Kathleen Charlotte McInerney; 4 de diciembre de 1968) es una actriz de doblaje estadounidense. Es conocida por su trabajo en las adaptaciones de anime japonés, en particular por dar voz a Ash Ketchum y su madre Delia en el anime Pokémon durante sus primeras ocho temporadas. Otras voces que ha hecho incluyen a Amelia Wil Tesla Seyruun de Slayers, Sailor Pluto en Sailor Moon y Sailor Moon Crystal, Nico Robin en el doblaje de 4Kids de One Piece, April O'Neil en la serie de 2003 Las Tortugas Ninja y ha expresado videojuegos a personajes como Cosmos de Dissidia 012 Final Fantasy, Dissidia: Final Fantasy y Dissidia Final Fantasy NT. Además, usando su nombre real, es narradora de varios audiolibros, como el cuarto arco de la serie Warriors.

## Primeros años
Taylor quería actuar profesionalmente desde que estaba en su primera obra cuando tenía cinco años. Estudió actuación en la Universidad Católica de América y la Universidad de Brandeis. Trabajó como maestra en Pigeon Forge High School durante un año mientras comenzaba su carrera como actriz de voz.

## Carrera profesional
Taylor apareció en numerosas obras de teatro y estuvo de gira con National Players bajo el liderazgo de William H. Graham, presidente del Departamento de Drama de la Universidad Católica, y otras compañías teatrales en el área de Washington D. C. y otras ciudades de los Estados Unidos durante algunos años antes de establecerse en Nueva York.
Sus otros papeles incluyen a Ash Ketchum, su madre Delia y May en el doblaje de 4Kids de la serie de anime Pokémon, April O'Neil en la serie de 2003 Las Tortugas Ninja, Amelia Wil Tesla Seyruun en Slayers, la voz de Mangchi en el doblaje en inglés de Hammerboy, Nico Robin en el doblaje de 4Kids de One Piece y Sailor Pluto en el doblaje de VIZ Media Sailor Moon y Sailor Moon Crystal.
Taylor también ha narrado audiolibros escritos por Judy Blume, Wendy Mass, Danielle Steel, Linda Castillo, Russell Ginns, Louise Erdrich y Mary Kay Andrews, entre otros. También ha narrado para Gayle Foreman.

## Vida personal
Taylor tiene una hija, Rena, nacida en 1998. Después de vivir en la ciudad de Nueva York, Nueva York, se mudó a Los Ángeles, California en 2015.

## Filmografía

### Series animadas
- Astroblast - Sputnik
- Chaotic - Skithia, Ajara
- Conan - Anime Conan[5]
- Cubix - Abby, Pexticide
- Huntik - Scarlet Burne
- Iron Man: Extremis - Voces Adicionales
- Super 4 - Ruby
- Las Tortugas Ninja (serie de 2003) - April O'Neil, child Nanobot
- Teenage Mutant Ninja Turtles: Back to the Sewer - April O'Neil
- Winx Club (4Kids) - Princesa Diaspro
- WordWorld - Sheep

### Películas animadas
- Animals United - Maya, El topo
- Axel: The Biggest Little Hero – Joven Gaga
- The Dino King - Joven Speckles (English)
- Hammerboy - Mangchi
- Mia and the Migoo - Juliette
- The Painting - Voces Adicionales
- Turtles Forever - April O'Neil

### Documentales
- Adventures in Voice Acting - Ella misma